# ستانلي هاريس
ستانلي هاريس (بالإنجليزية: Stanley Harris)‏ هو لاعب كريكت ولاعب كرة قدم بريطاني (وحمل سابقاً جنسية المملكة المتحدة لبريطانيا العظمى وأيرلندا) في مركز مهاجم داخلي، ولد في 19 يوليو 1881 في المملكة المتحدة، وتوفي في 4 مايو 1926 في فارنهام في المملكة المتحدة. شارك مع منتخب إنجلترا لكرة القدم. أما مع النوادي، فقد لعب مع Corinthian F.C. ‏ وCambridge University A.F.C. ‏ وOld Westminsters F.C. ‏.

## وصلات خارجية
- ستانلي هاريس على موقع قاعدة بيانات كرة القدم.إي يو (الإنجليزية)
- ستانلي هاريس على موقع ناشيونال فوتبول تيمز (الإنجليزية)